# Rene Sain
Rene Sain (* 23. April 1997 in Pula) ist eine kroatische Volleyballnationalspielerin.

## Karriere
Sain begann ihre Karriere im Alter von zwölf Jahren bei OK Poreč. 2016 gab die Libera ihr Debüt in der kroatischen Nationalmannschaft. Im selben Jahr wechselte sie zum tschechischen Verein VK UP Olomouc. 2018 wurde die Sain vom deutschen Bundesligisten VfB 91 Suhl verpflichtet. Suhl erreichte im DVV-Pokal 2018/19 das Viertelfinale, verpasste aber als Tabellenneunter der Bundesliga-Hauptrunde die Playoffs. 2019/20 spielte Sain beim rumänischen Verein CS Știința Bacău. In der folgenden Saison trat sie in Frankreich für RC Cannes an. 2021/22 war sie bei OK Marina Kaštela aktiv. 2022 wechselte sie zum deutschen Erstligisten 1. VC Wiesbaden. Dort kam sie in der ersten Saison im DVV-Pokal 2022/23 und in den Bundesliga-Playoffs jeweils ins Viertelfinale. Im Challenge Cup 2023/24 kam Wiesbaden ins Halbfinale. Im nationalen Pokal und in der Bundesliga musste sich der Verein jeweils im Viertelfinale geschlagen geben. Sain hat in Wiesbaden noch einen Vertrag bis 2026.